# 一統天下：秦始皇帝的永恆國度

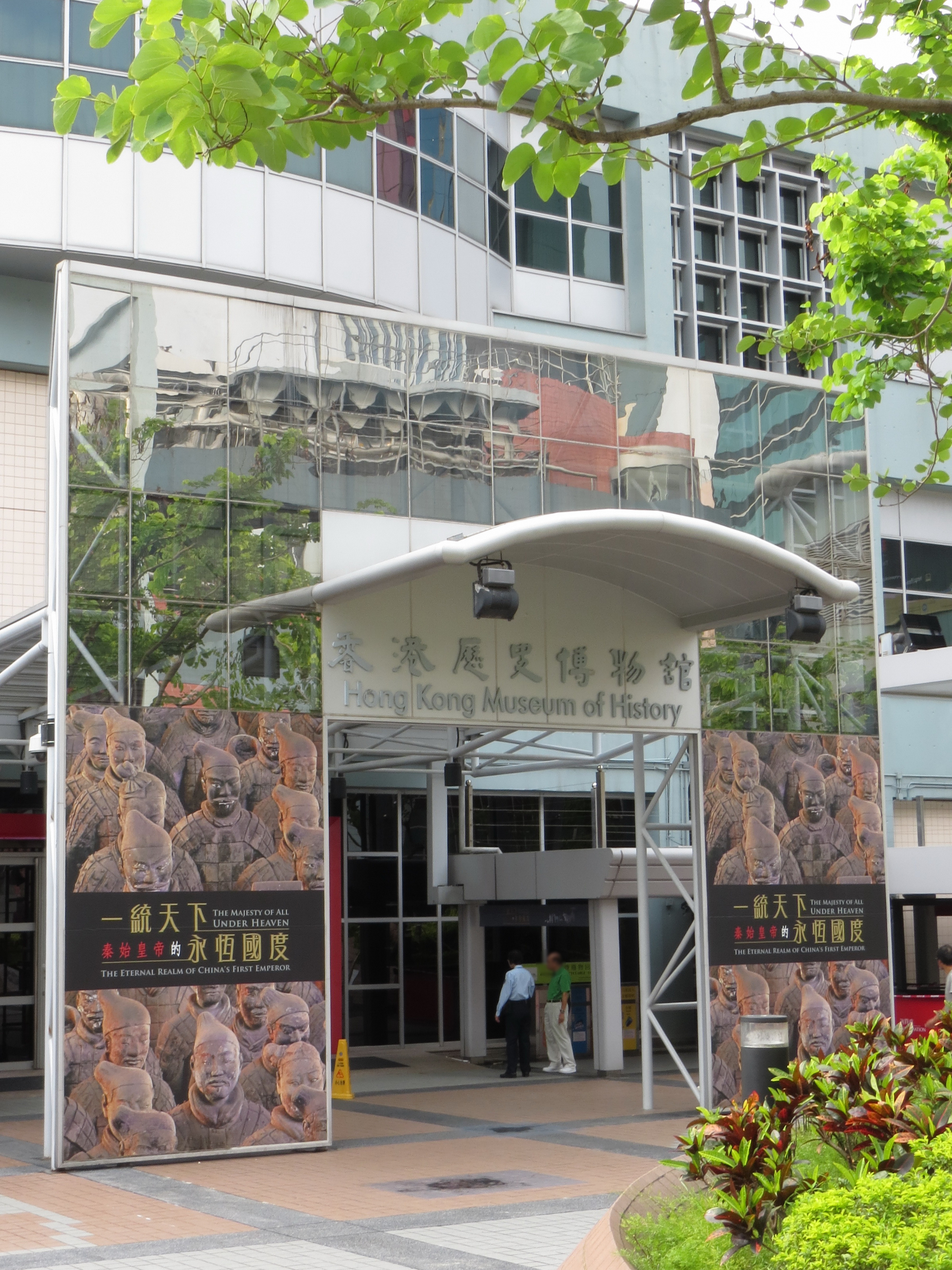
香港歷史博物館正門

一統天下：秦始皇帝的永恒國度（英文：The Majesty of All Under Heaven : The Eternal Realm of China's First Emperor；原名秦始皇文物大展）是一個關於秦始皇文物的展覽，為慶祝香港特別行政區成立15周年的重點項目之一，亦是香港歷史博物館成立以來最大規模的專題展覽。
該次展覽由康樂及文化事務署和陝西省文物局合作舉辦，香港歷史博物館和陝西省文物交流中心承辦。總支出約3,300萬港元，多媒體體驗區佔了當中的1,170萬港元。由香港賽馬會慈善信託基金獨家贊助。
展期為2012年7月25日至11月26日。除了休館日外，每日從早上9時至晚上10時30分，設17節參觀時段，採用分段式進場，每節觀賞時間為1小時30分鐘，每節名額230人。至9月23日，展覽共吸引逾20萬人次參觀。至10月13日，參觀人次逾26萬，打破了香港歷史博物館展覽的參觀人次紀錄。至10月23日上午11時，參觀人次達到了第30萬。至11月11日，參觀人次達到了第36萬。

## 展區
展區主要分為3大部份，即多媒體體驗區、文物展示區及廣場區。室內展覽面積逾1,850平方米，多媒體體驗區佔了當中的850平方米。

### 多媒體體驗區

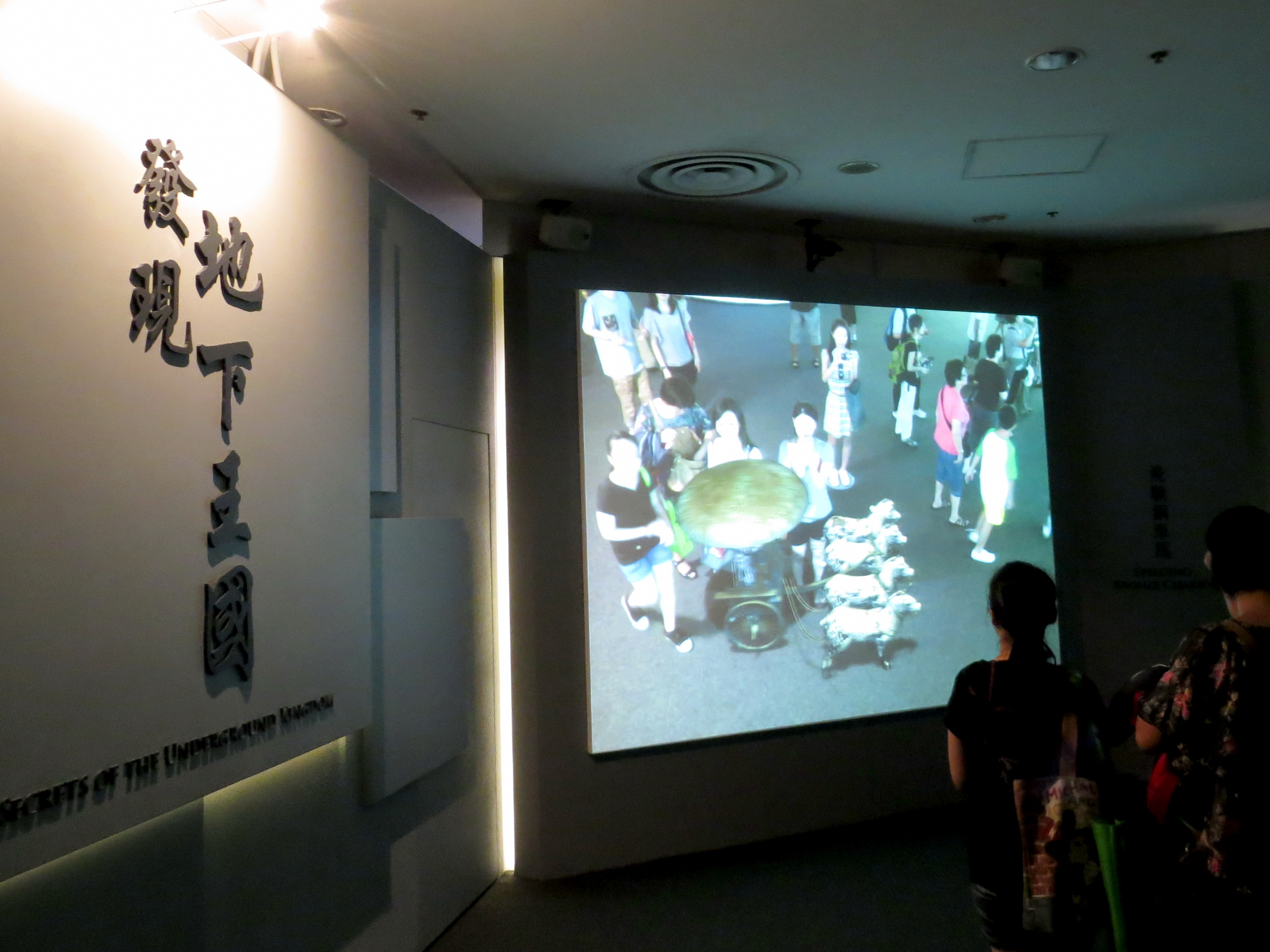
「發現地下王國」多媒體體驗區，透過擴增實境技術，觀眾從屏幕中與虛擬秦兵馬軍團互動。

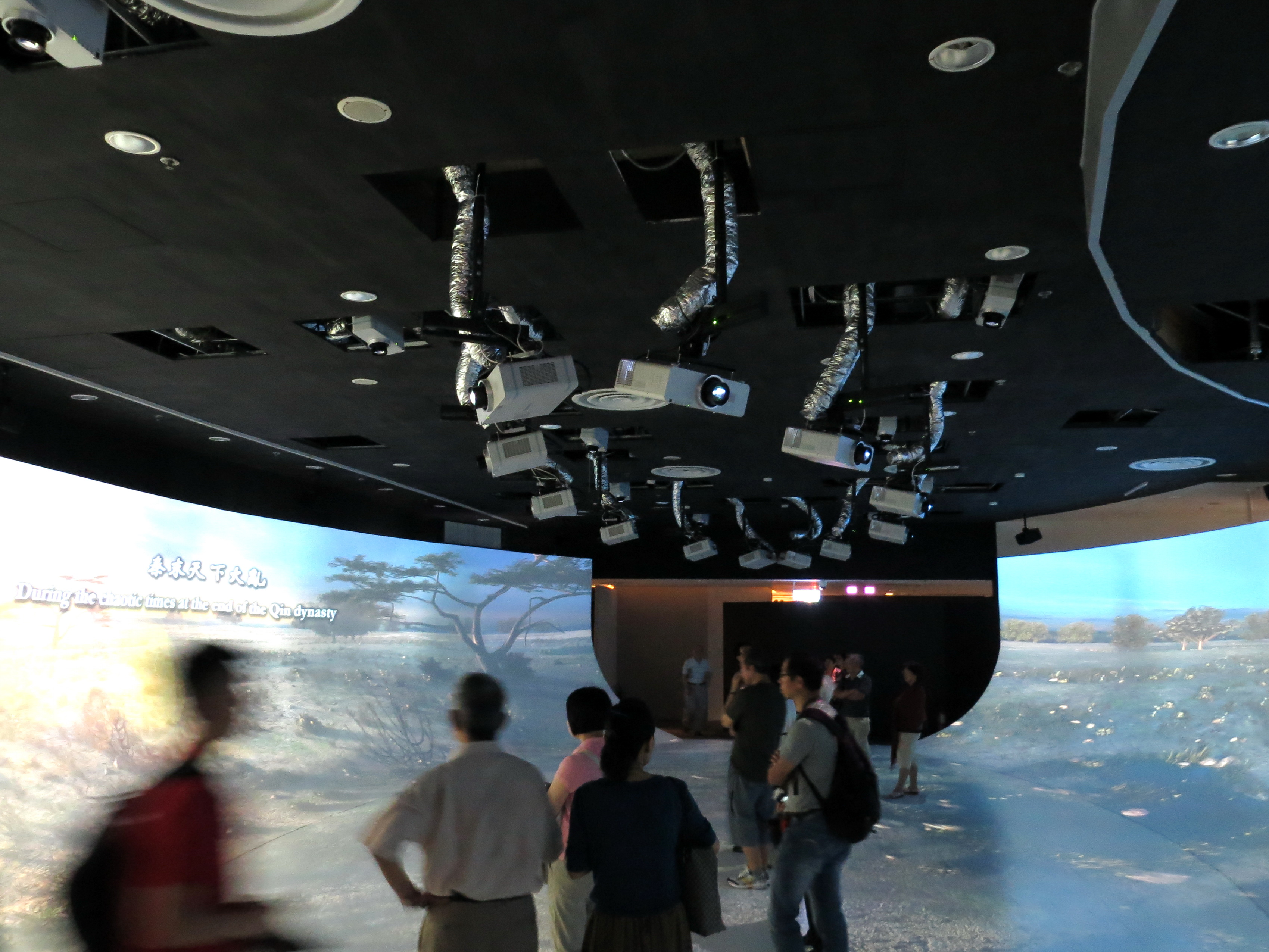
「飛越秦始皇帝陵」多媒體體驗區，可看到環迴懸浮幕及多台投影機。

多媒體體驗區分為6個部份，包括「秦人與馬」、「發現地下王國」、「地下兵團的秘密」、「軍人本色」、「飛越秦始皇帝陵」及「兵俑工坊」。多媒體體驗區是由2010年負責電子動態版《清明上河圖》的水晶石公司參與製作。
- 「秦人與馬」展區播放主題為馬的短片，透過實拍及動畫技術，顯示馬匹在秦國歷史的重要性。
- 「發現地下王國」展區則從三個屏幕內虛擬參觀者與兵馬俑、御官俑和仙鶴互動。
- 「地下兵團的秘密」展區則列出饒富趣味的秦朝冷知識。
- 「軍人本色」展區透過光影投射在三尊兵俑模型上，重現秦俑的製作、損壞及復修過程。
- 「飛越秦始皇帝陵」採用32台投影機，以無縫拼接融合技術，把秦始皇帝陵及兵馬俑坑的影像，投影在22米環迴懸浮幕上，並以IMAX高解像度投影播放，讓參觀者恍如在空中飛越秦嶺和秦始皇陵。
- 「兵俑工坊」展區可讓參觀者透過觸屏幕為四個秦俑模型數碼着色，更可配合參觀者在博物館大堂入口前所拍下的秦俑造型照，投映到秦俑模型上。

### 文物展示區
文物展示區共展出120件秦朝珍貴文物，四成屬國家一級文物。從入口，分為3區，即「一統天下：從嬴秦到秦帝國」、「麗山陵園：秦始皇帝的永恒國度」及「永續留存：秦文化大遺址保護」。
博物館更推薦20件非看不可的展品，沿參觀路線的先後，分別為「秦公鎛」、「小金盆」、「彩繪陶雙耳壺」、「商鞅銅鐓」、「咸陽宮車馬圖壁畫」、「銜玉環金鋪首」、「金虎符」、「八年相邦呂不韋造銅戈」、「雲紋高足玉杯」、「秦二世詔版」、「刑徒墓誌板瓦」、「石鎧甲」、「彩繪騎馬俑」、「彩繪跪射俑」、「鞍馬」、「鎧甲將軍俑」、「立射俑」、「箕踞姿奏樂俑」、「青銅天鵝」及「青銅仙鶴」。
值得留意的是首次展出彩繪兵俑及將軍俑，有別於過往在香港展出的秦俑只有站姿和陶色的兵俑，「立射俑」是呈「丁」字立姿，手持弓弩為武器。「跪射俑」則以跪姿作攻擊姿勢，手持武器亦為弓弩。此外，更有非士兵的「百戲俑」及「奏樂俑」。其中的將軍俑，在陝西只出土兩件。

### 廣場區

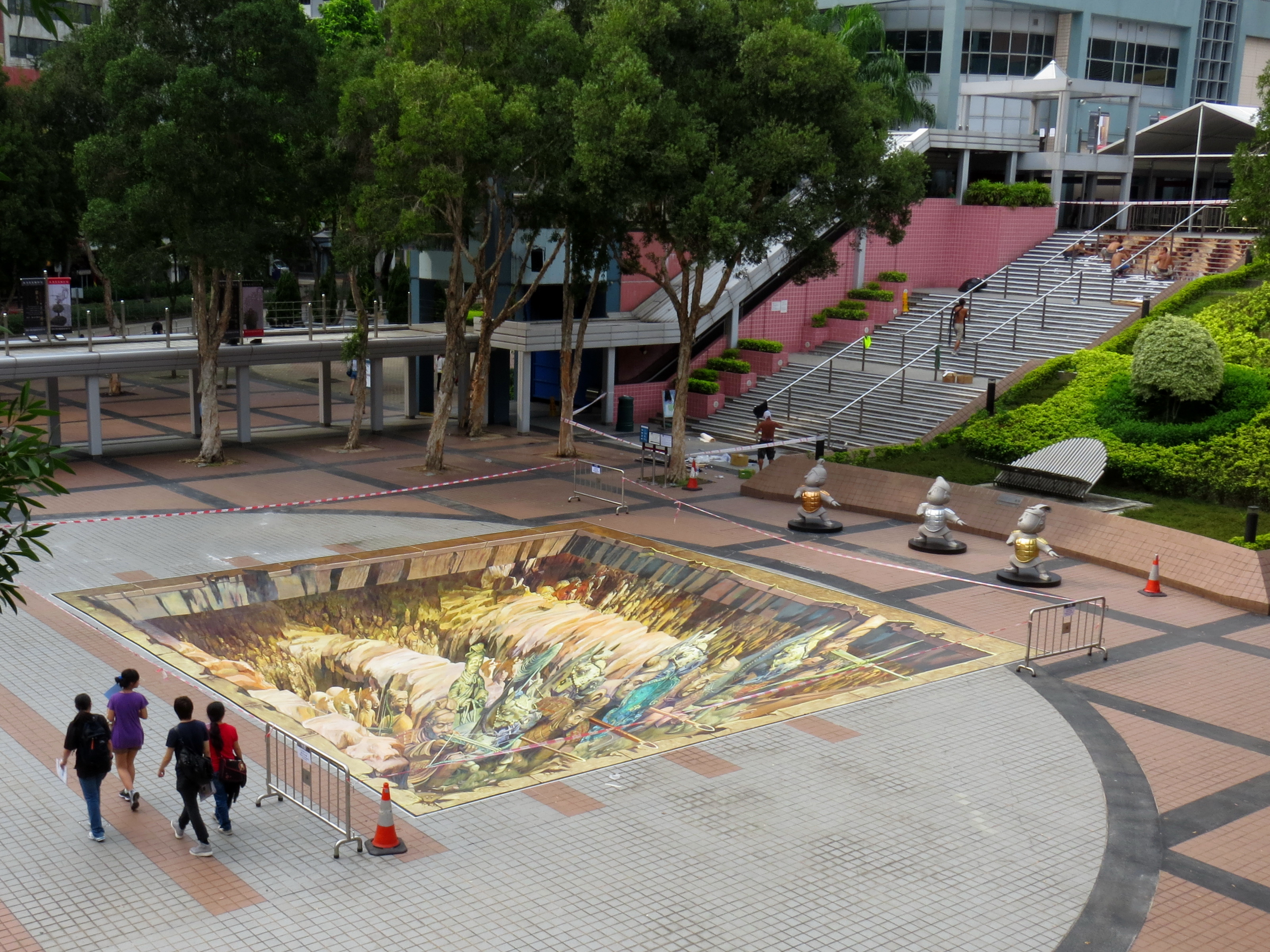
位於下層廣場以秦俑坑為背景的大型立體地畫

位於香港歷史博物館戶外的下層廣場展出一幅長12米、寬12米的大型3D立體地畫，主題為秦兵馬俑坑，畫中的兵俑與馬車彷如從地下前衝出來。畫家是中國首位立體繪畫藝術家齊興華。 

## 相關活動

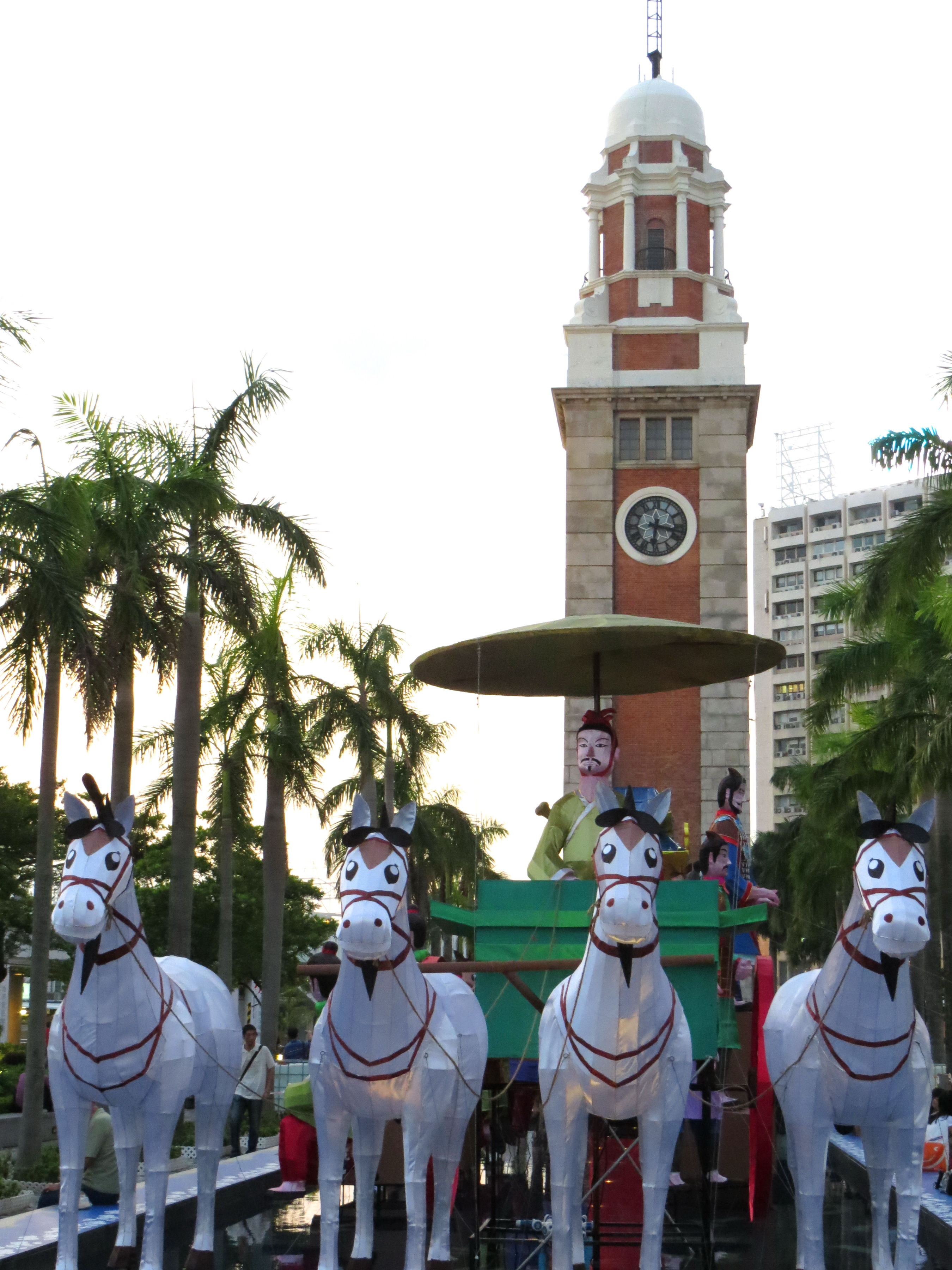
在香港文化中心露天廣場舉辦的壬辰年中秋專題綵燈展覽「秦城俑現」

配合展覽，香港歷史博物館於2012年10月6至7日舉行「一統天下：秦始皇帝的永恆國度」國際學術研討會。研討會邀請來自香港、中國內地、日本及英國的專家學者分享他們在秦歷史與文化、兵馬俑、遺址保護及秦文物保護的研究成果。
為配合「一統天下：秦始皇的永恆國度」✔✔✔展覽，2012年位於尖沙嘴香港文化中心露天廣場舉行的中秋專題綵燈展覽以「秦城俑現」為主題。設計以秦始皇陵兵馬俑為概念，共有20多個兵將的綵燈，包括將軍俑、軍吏俑、武士俑、立射俑、跪射俑、騎兵俑、御手俑、車士俑等的造型。

## 資料來源
1. ↑  秦始皇展20萬人睇過 最後階段今起預售 （页面存档备份，存于） 《明報》 2012年9月24日
2. ↑  超過26萬人次欣賞秦始皇展 （页面存档备份，存于）《星島日報》 2012年10月14日
3. ↑  秦俑展覽接待第30萬觀眾 Archive.today的存檔，存档日期2013-01-05 《明報》 2012年10月23日
4. ↑  秦朝文物大展刷新歷史館入場紀錄 （页面存档备份，存于） 《星島日報》 2012年10月23日
5. ↑  30萬人曾看秦文物展 （页面存档备份，存于） 《星島日報》 2012年10月24日
6. ↑  秦「永恒國度」參觀人數破紀錄 （页面存档备份，存于） 《東方日報》 2012年11月13日
7. ↑  . 香港政府新聞網. 2012-07-12  [2012-07-22]. （原始内容存档于2012-12-18）.
8. ↑  . 明報. 2012-07-22  [2012-07-22]. （原始内容存档于2019-12-07）.
9. ↑  . 星島日報. 2012-07-22  [2012-07-22]. （原始内容存档于2012-07-26）.
10. ↑  . 星島日報. 2012-07-19  [2012-07-22]. （原始内容存档于2019-12-07）.
11. ↑  . 明報. 2012-09-19  [2012-09-22]. （原始内容存档于2013-01-05）.

## 外部連結
- 香港歷史博物館專題展覽 「一統天下：秦始皇帝永恆國度」
- 「一統天下：秦始皇帝的永恆國度」展覽 Facebook（页面存档备份，存于）